# Kulminacja pod szczytem Magury Stuposiańskiej
Kulminacja pod szczytem Magury Stuposiańskiej – rozdroże szlaków w Bieszczadach Zachodnich, w okolicach Magury Stuposiańskiej. Według przewodników turystycznych zlokalizowana jest na wysokości 983 m n.p.m.